# Janów (gmina w powiecie konstantynowskim)
Janów – dawna gmina wiejska istniejąca na przełomie XIX i XX wieku w guberni siedleckiej i guberni chełmskiej. Siedzibą władz gminy była osada miejska Janów (Podlaski).
Gmina Janów powstała za Królestwa Polskiego – 1 stycznia?/13 stycznia 1870 w powiecie konstantynowskim w guberni siedleckiej w związku z utratą praw miejskich przez miasto Janów i przekształceniu jego w wiejską gminę Janów w granicach dotychczasowego miasta. W 1912 roku gmina weszła w skład nowo utworzonej guberni chełmskiej.
Jako gmina wiejska jednostka przestała funkcjonować w związku z przywróceniem Janowowi praw miejskich i przekształceniem jednostki w gminę miejską. W źródłach istnieją rozbieżności co do dokładnej daty. Niektóre podają rok 1915, inne 1918, a jeszcze inne 22 października 1919.
W związku z ponownym odebraniem praw miejskich Janowowi w 1940 roku przez okupantów powstała wiejska gmina Janów Podlaski z obszaru dotychczasowej gminy Pawłów oraz zniesionego miasta Janów. W sierpniu 1944 uchylono podział administracyjny wprowadzony przez okupanta, przez co Janów tymczasowo odzyskał status miasta (posiadał taki jeszcze 28 czerwca 1946); nie reaktywowano natomiast gminy Pawłów, zachowując gminę Janów Podlaski, przez co przez dwa lata funkcjonowały obok siebie dwie jednostki o nazwie Janów Podlaski – wiejska (3849 mieszkańców w 1946 r.) i miejska (2450 mieszkańców w 1946 r.). Późniejsze publikacje (od 1947) Janowa jako miasta już nie wymieniają (wieś w gminie Janów Podlaski).